# Puchar Norwegii w piłce siatkowej mężczyzn (2011/2012)
Puchar Norwegii w piłce siatkowej mężczyzn 2011/2012 - 61. sezon rozgrywek o siatkarski Puchar Norwegii. Zainaugurowane zostały 22 października 2011 roku i trwały do 21 stycznia 2012 roku. Brały w nich udział kluby z Eliteserien, 1. divisjon i 2. divisjon.
Rozgrywki składały się z fazy kwalifikacyjnej, ćwierćfinałów, półfinałów i finału.
Finał Pucharu Norwegii odbył się 21 stycznia 2012 roku w Domus Athletica w Oslo. Puchar Norwegii zdobył Nyborg VBK, który w finale pokonał Førde VBK.

## Drużyny uczestniczące
| Eliteserien 7 drużyn | Eliteserien 7 drużyn | 1. divisjon 6 drużyn | 1. divisjon 6 drużyn | 2. divisjon 4 drużyny | 2. divisjon 4 drużyny |
| -------------------- | -------------------- | -------------------- | -------------------- | --------------------- | --------------------- |
| BK Tromsø            | półfinał             | Bø VBK               | faza kwalifikacyjna  | Holstad Volley 2      | faza kwalifikacyjna   |
| Førde VBK            | finał                | Holstad Volley       | faza kwalifikacyjna  | NTNUI 2               | faza kwalifikacyjna   |
| IL Koll              | ćwierćfinał          | NTNUI                | półfinał             | Spirit Lørenskog VBK  | faza kwalifikacyjna   |
| Kristiansund VBK     | ćwierćfinał          | Nyborg VBK           | faza kwalifikacyjna  | Ålesund VK            | faza kwalifikacyjna   |
| Nyborg VBK           | zwycięstwo           | OSI                  | faza kwalifikacyjna  |                       |                       |
| Oslo Volley          | ćwierćfinał          | Åsheim VBK           | faza kwalifikacyjna  |                       |                       |
| Randaberg IL         | ćwierćfinał          |                      |                      |                       |                       |

## Faza kwalifikacyjna

### Grupa M1
| Data       | Godzina | Drużyna 1      | Wynik | Drużyna 2        | Set 1 | Set 2 | Set 3 | Set 4 | Set 5 |
| ---------- | ------- | -------------- | ----- | ---------------- | ----- | ----- | ----- | ----- | ----- |
| 22.10.2011 | 10:00   | Holstad Volley | 2:3   | Holstad Volley 2 | 15:25 | 25:20 | 22:25 | 25:17 | 12:15 |
| 22.10.2011 | 11:30   | Oslo Volley    | 3:2   | OSI              | 24:26 | 25:19 | 25:17 | 21:25 | 15:7  |
| 22.10.2011 | 13:00   | Holstad Volley | 0:3   | Oslo Volley      | 20:25 | 13:25 | 20:25 |       |       |

Klub Oslo Volley uzyskał awans do ćwierćfinału.

### Grupa M2
| Data       | Godzina | Drużyna 1 | Wynik | Drużyna 2            | Set 1 | Set 2 | Set 3 | Set 4 | Set 5 |
| ---------- | ------- | --------- | ----- | -------------------- | ----- | ----- | ----- | ----- | ----- |
| 23.10.2011 | 11:00   | Bø VBK    | 3:2   | Spirit Lørenskog VBK | 25:19 | 25:17 | 22:25 | 25:27 | 15:9  |
| 23.10.2011 | 13:00   | IL Koll   | 3:0   | Spirit Lørenskog VBK | 25:17 | 25:6  | 25:13 |       |       |
| 23.10.2011 | 15:00   | IL Koll   | 3:2   | Bø VBK               | 20:25 | 18:25 | 25:18 | 25:18 | 15:1  |

Klub IL Koll uzyskał awans do ćwierćfinału.

### Grupa M3
Klub Randaberg IL uzyskał automatyczny awans do ćwierćfinału.

### Grupa M4
| Data       | Godzina | Drużyna 1  | Wynik | Drużyna 2  | Set 1 | Set 2 | Set 3 | Set 4 | Set 5 |
| ---------- | ------- | ---------- | ----- | ---------- | ----- | ----- | ----- | ----- | ----- |
| 23.10.2011 | 14:00   | Nyborg VBK | 3:0   | Nyborg VBK | 25:19 | 25:15 | 25:16 |       |       |

Klub Nyborg VBK uzyskał awans do ćwierćfinału.

### Grupa M5
Klub Førde VBK uzyskał automatyczny awans do ćwierćfinału.

### Grupa M6
| Data       | Godzina | Drużyna 1  | Wynik | Drużyna 2        | Set 1 | Set 2 | Set 3 | Set 4 | Set 5 |
| ---------- | ------- | ---------- | ----- | ---------------- | ----- | ----- | ----- | ----- | ----- |
| 23.10.2011 | 14:00   | Ålesund VK | 0:3   | Kristiansund VBK | 13:25 | 12:25 | 19:25 |       |       |

Klub Kristiansund VBK uzyskał awans do ćwierćfinału.

### Grupa M7
| Data       | Godzina | Drużyna 1  | Wynik | Drużyna 2 | Set 1 | Set 2 | Set 3 | Set 4 | Set 5 |
| ---------- | ------- | ---------- | ----- | --------- | ----- | ----- | ----- | ----- | ----- |
| 22.10.2011 | 11:15   | NTNUI      | 3:0   | NTNUI 2   | 25:19 | 25:22 | 25:15 |       |       |
| 22.10.2011 | 13:00   | Åsheim VBK | 3:0   | NTNUI 2   | 25:18 | 25:19 | 25:16 |       |       |
| 22.10.2011 | 14:45   | Åsheim VBK | 0:3   | NTNUI     | 21:25 | 23:25 | 14:25 |       |       |

Klub NTNUI uzyskał awans do ćwierćfinału.

### Grupa M8
Klub BK Tromsø uzyskał automatyczny awans do ćwierćfinału.

## Ćwierćfinały
| Data       | Godzina | Drużyna 1        | Wynik | Drużyna 2    | Set 1 | Set 2 | Set 3 | Set 4 | Set 5 |
| ---------- | ------- | ---------------- | ----- | ------------ | ----- | ----- | ----- | ----- | ----- |
| 12.11.2011 | 15:00   | BK Tromsø        | 3:1   | Randaberg IL | 21:25 | 25:15 | 25:20 | 25:16 |       |
| 13.11.2011 | 15:00   | Nyborg VBK       | 3:0   | IL Koll      | 25:21 | 25:15 | 25:17 |       |       |
| 12.11.2011 | 15:00   | Kristiansund VBK | 1:3   | Førde VBK    | 25:20 | 23:25 | 19:25 | 16:25 |       |
| 13.11.2011 | 18:00   | Oslo Volley      | 1:3   | NTNUI        | 27:29 | 22:25 | 25:23 | 15:25 |       |

## Półfinały
| Data       | Godzina | Drużyna 1 | Wynik | Drużyna 2  | Set 1 | Set 2 | Set 3 | Set 4 | Set 5 |
| ---------- | ------- | --------- | ----- | ---------- | ----- | ----- | ----- | ----- | ----- |
| 04.12.2011 | 15:00   | BK Tromsø | 0:3   | Nyborg VBK | 20:25 | 14:25 | 18:25 |       |       |
| 04.12.2011 | 14:00   | Førde VBK | 3:1   | NTNUI      | 26:24 | 25:20 | 22:25 | 25:10 |       |

## Finał
| Data       | Godzina | Drużyna 1 | Wynik | Drużyna 2  | Set 1 | Set 2 | Set 3 | Set 4 | Set 5 |
| ---------- | ------- | --------- | ----- | ---------- | ----- | ----- | ----- | ----- | ----- |
| 21.01.2012 | 17:00   | Førde VBK | 1:3   | Nyborg VBK | 25:22 | 23:25 | 14:25 | 18:25 |       |

## Klasyfikacja końcowa
| Miejsce | Drużyna          |
| ------- | ---------------- |
| 1       | Nyborg VBK       |
| 2       | Førde VBK        |
| 3-4     | BK Tromsø        |
| 3-4     | NTNUI            |
| 5-8     | IL Koll          |
| 5-8     | Kristiansund VBK |
| 5-8     | Oslo Volley      |
| 5-8     | Randaberg IL     |